# Guerra de Chioggia
La Guerra de Chioggia va ser una de les guerres més dures d'entre les esdevingudes entre la República de Gènova i la República de Venècia (Guerra venecianogenovesa), que va tenir lloc entre els anys 1376 i 1381. El conflicte començà amb la pugna pel control de l'illa de Tenedos al mar Egeu, arran que Joan V Paleòleg i Andrònic IV Paleòleg, els dos aspirants al tron de l'Imperi Romà d'Orient havien atorgat el control de l'illa a cada una de les Repúbliques a canvi del seu suport. Aquesta contesa s'emmarca dins dels nombrosos conflictes que van tenir ambdues repúbliques pel control del comerç mediterrani durant l'edat mitjana.
La guerra pren el nom de la població de Chioggia, a l'altra banda de la llacuna de Venècia, on les tropes genoveses i patavines es van establir desafiant el poder venecià el 1379. Després de mesos d'avenços alternatius els genovesos es van rendir. La guerra va acabar mitjançant la Pau de Torí de 1381, per mediació del comte Amadeu IV de Savoia. Després de la firma d'aquesta pau, Venècia i Gènova van quedar molt debilitades i però Venècia va poder refer-se i consolidar el seu poder a la Mediterrània oriental, començant la seva expansió per terra, fins a ser derrotada per la Lliga de Cambrai el 1508.

## Escenari inicial
Les dues potències marítimes havien dominat durant molt de temps les rutes comercials amb Constantinoble a la Mediterrània oriental, les quals havien enfortit la seva economia durant l'alta edat mitjana. La seva rivalitat al comerç amb l'est havia produït nombrosos enfrontaments. Gènova, havent sofert derrotes anteriors a les mans dels venecians, s'havia alliberat de la submissió als designis dels Visconti de Milà durant el segle xiv, encara que també havia estat severament debilitada per la Pesta Negra de 1348, que va posar fi a la vida de 40.000 persones a la ciutat. Venècia havia desmembrat l'Imperi Romà d'Orient el 1204 i va anar avançant gradualment en el seu domini de l'Adriàtic, provocant aquest fet el conflicte amb Hongria i, terra endins, generant una rivalitat amb Milà.

## Aliats
Els aliats de Gènova incloïen el Regne d'Hongria i Pàdua. El monarca hongarès Lluís I, havia conquerit Dalmàcia arrabassant-la a Venècia i cap al 1379 els exèrcits d'Hongria van atacar a la mateixa ciutat de Venècia des del nord. L'exèrcit de Pàdua, sota el lideratge de Francesc I de Carrara, va tallar les comunicacions de Venècia amb l'oest Entre els aliats també estaven inclosos el Patriarcat d'Aquilea i Leopold III, el Duc d'Àustria.
Els aliats de Venècia eren Bernabé Visconti de Milà, que, encara que proporcionà poca ajuda, va enviar els seus mercenaris a envair el territori de Gènova.
Venècia va considerar insignificant l'amenaça de qualsevol atac sobre terra ferma, sempre que pogués continuar dominant el comerç per mar, i va donar suport a la guerra contra els genovesos al llevant. Malgrat tot, les seves tropes van ser derrotades el setembre de 1379 a la vall del Bisagno. Visconti, el despotisme del qual i els elevats impostos que feia pagar havien enfurismat els milanesos, va ser enderrocat pel seu nebot Gian Galeazzo Visconti el 1385. Va ser reclòs al castell de Trezzo, i fou enverinat el desembre d'aquell mateix any.
Venècia també tenia el suport de l'emperador romà d'Orient, Joan V Paleòleg. El 1376, amb l'ajuda de Gènova, el seu fill Andrònic IV el va expulsar del tron, que no va tornar a recuperar fins que Venècia el va restaurar el 1379.

## Inicis de la guerra. Tenedos

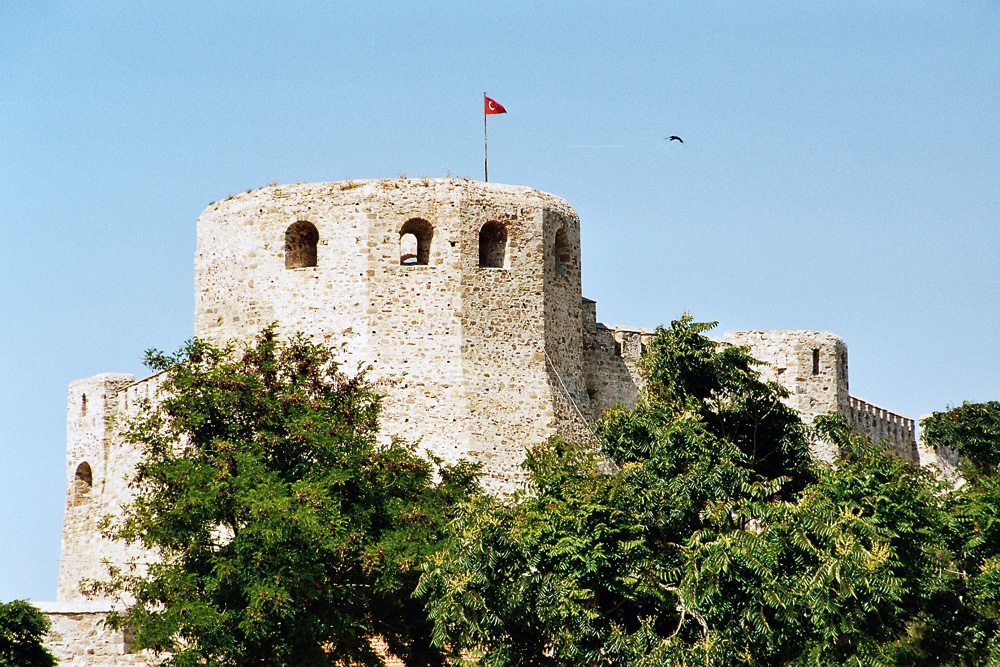
Part de la fortalesa veneciana de Tenedos (Bozcaada)

La guerra va tenir el seu origen en una contesa pel control de l'illa de Tenedos al mar Egeu. Ambdós bàndols tenien diferents aspirants al tron de l'Imperi Romà d'Orient. Tenedos havia estat conquerida per Venècia a l'Imperi Romà d'Orient el 1377, però després d'aquest conflicte, la van cedir a Savoia i van abandonar l'illa el 1381. Poc després, el Papa va decidir que el castell de Tenedos havia de ser derruït, ja que aquesta fortificació havia resultat ser una font de conflicte entre les dues potències.

## La batalla del cap d'Anzio
Durant la primera fase de la guerra, els plans del senat van ser duts a terme segons el que estava previst. Mentre que Carlo Zeno pressionava les posicions genoveses al llevant, Vettor Pisani va portar un dels seus esquadrons a l'acció el 30 de maig de 1378, sortint cap al cap d'Anzio a la desembocadura del Tíber, i prenent-lo per a Venècia. La batalla es va esdevenir enmig d'un temporal, i s'enfrontaren deu galeres venecianes contra onze de genoveses. L'almirall genovès Luigi de Fieshi, va ser capturat amb cinc de les seves embarcacions, algunes de les quals foren enfonsades o desarborades. Quatre navilis van escapar, dirigint-se cap a Famagusta, a Xipre, que llavors era possessió de Gènova. Si en aquell moment Pisani hagués dirigit la seva armada contra la mateixa Gènova, la qual es trobava en un estat de pànic generalitzat per la derrota a Anzio, probablement aquest fet hagués posat fi a la guerra, però, pensant que les seves forces estaven molt minvades, va preferir perseguir les galeres genoveses que havien fugit cap a Famagusta.

## La derrota veneciana de Trogir
El mateix any 1378, Pisani va tornar a l'Adriàtic amb una flota de vint-i-cinc galeres i va destruir el port de Sebenico. Posteriorment es va dirigir a Trogir, on es va enfrontar a vint-i-dues galeres genoveses, comandades per Luciano Doria. Pisani va atacar Trogir, però el port, molt fortificat, va resistir l'atac. Els venecians, després de rebre danys severs, es van retirar cap a Venècia.

## La batalla de Pola
La primavera següent, el 1379, Venècia intentà atacar Trogir de nou, però altra vegada foren repel·lits. Durant l'estiu d'aquell mateix any, Pisani va estar relativament ocupat en atacar les possessions genoveses a Xipre, però va enfocar la major part dels seus esforços en prendre possessió de les ciutats d'Ístria i Dalmàcia que donaven suport al Regne d'Hongria per por de les ànsies de poder de l'agressiva Venècia. Se li va ordenar passar l'hivern a la costa d'Ístria, on la seva tripulació va patir els estralls de la desfavorable climatologia i les malalties. Gènova, ja recuperada de la histèria causada per la desastrosa derrota a Anzio, va decidir atacar Venècia al seu propi territori mentre els seus millors vaixells eren absents amb Carlo Zeno. Els genovesos van marxar amb una poderosa flota, comandada per Luciano Doria cap a l'Adriàtic.
Pisani va reforçar la seva flota just quan va entrar la primavera de 1379, però quan el 7 de maig avistà l'armada genovesa, es va afanyar a abandonar Pola, a Ístria. Les forces de Gènova només superaven lleugerament en nombre les seves, però els seus homes estaven encara molt debilitats. Amb aquesta actuació, l'almirall venecià va pretendre evitar la batalla, i considerar un possible atac des de la mateixa ciutat de Venècia, amenaçant al mateix temps a la flota genovesa des de les seves posicions a la costa d'Ístria. Tanmateix, va ser forçat a entrar en batalla pel comissionat Miquel Sten, qui com a agent del senat tenia autoritat sobre les decisions de l'almirall. Els venecians van patir una tremenda derrota, que va pagar amb la pèrdua de tots els seus navilis, llevat de sis. Luciano Doria morí a la batalla, causa per la qual els genovesos, que també patiren pèrdues severes, no van celebrar la seva victòria.
Quan Pisani va tornar a casa, va ser posat a la presó. Tanmateix, seria rescatat més tard quan la ciutat de Venècia fos atacada pels genovesos en la Batalla de Chioggia.

## Lido i Brondolo

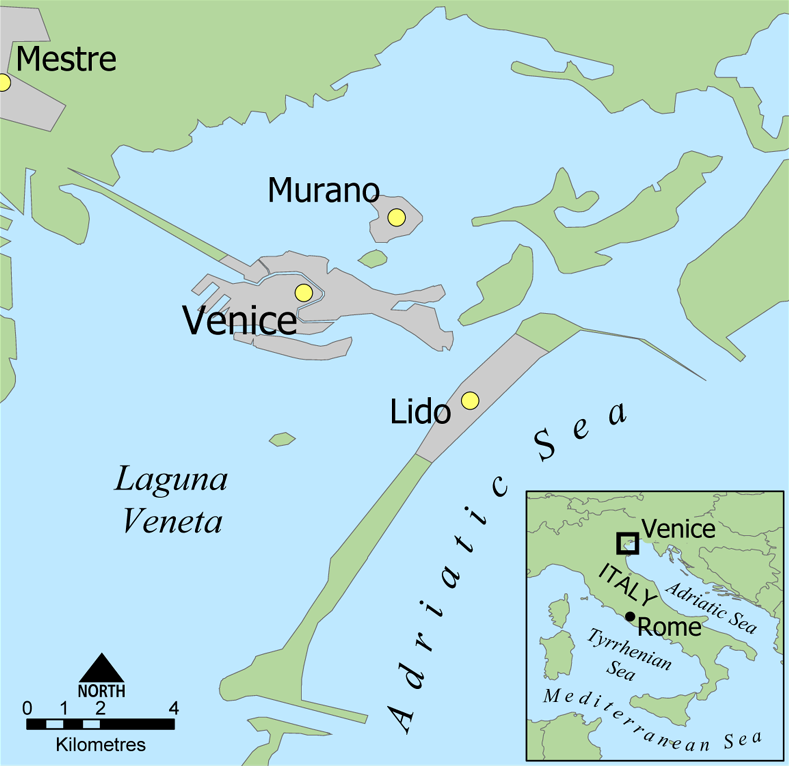
El Lido i Venècia.

A l'arribada de Pietro Doria amb reforços, el juliol de 1379, els genovesos van aparèixer al Lido, la barrera exterior de la llacuna de Venècia. L'agost d'aquell mateix any, van entrar a la ciutat amb un atac combinat naval i terrestre, al costat dels patavins de Carraresi i l'exèrcit del Regne d'Hongria.
Els venecians van tancar els passos a través de les barreres naturals exteriors excepte en l'extrem sud, a l'altura de l'illa de Brondolo i la ciutat de Chioggia. En aquest lloc, la barrera s'apropava a terra ferma, i la posició facilitava la cooperació dels genovesos amb els patavins i els hongaresos. Però Chioggia està allunyada de Venècia, que només podia ser assolida al llarg dels canals que travessaven la llacuna. Els venecians havien recollit les boies que marcaven el camí segur, i van situar un escaire lleuger a la llacuna. Aviat, els aliats havien ocupat Brondolo.

## La batalla de Chioggia

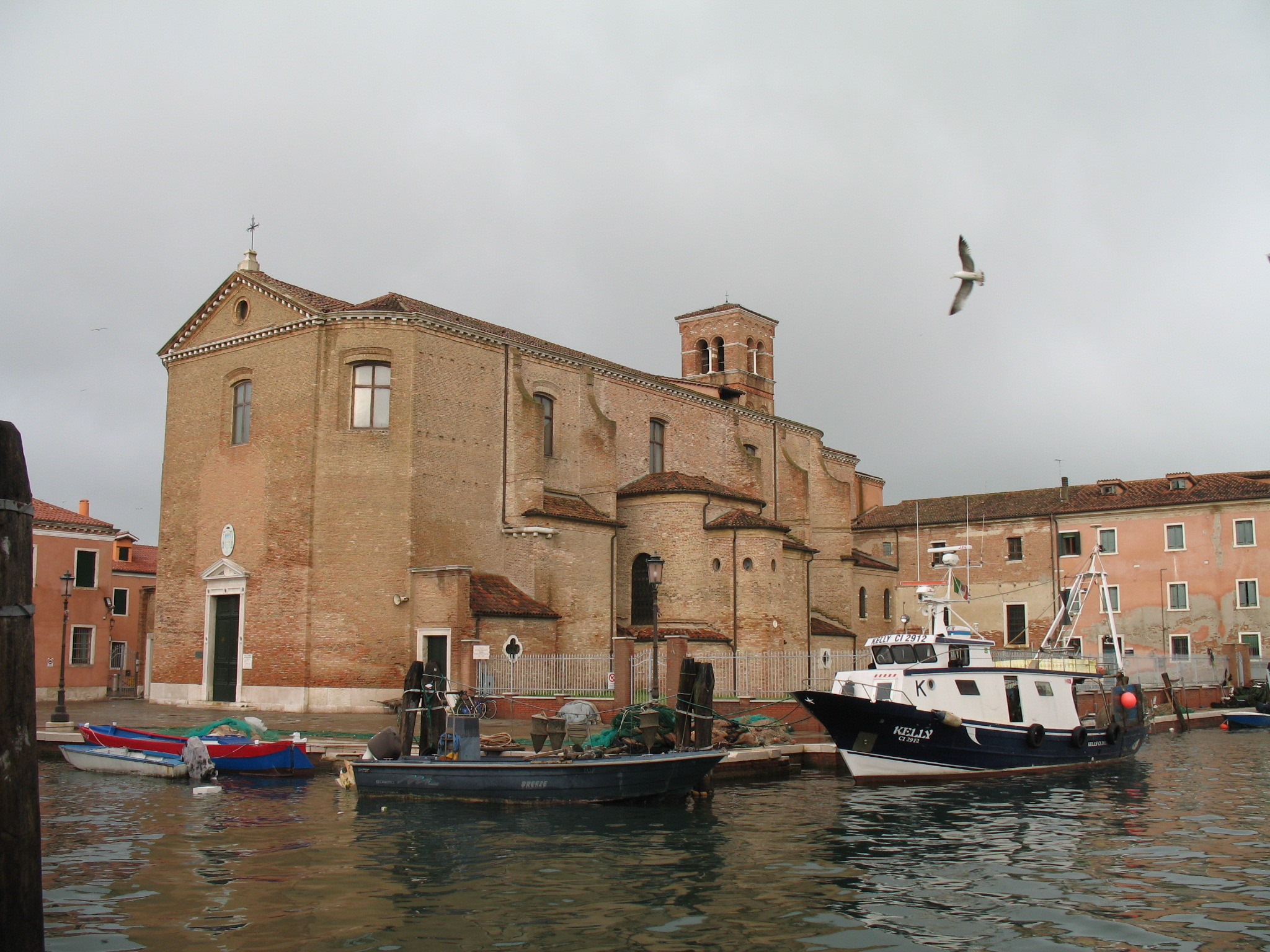
La ciutat de Chioggia

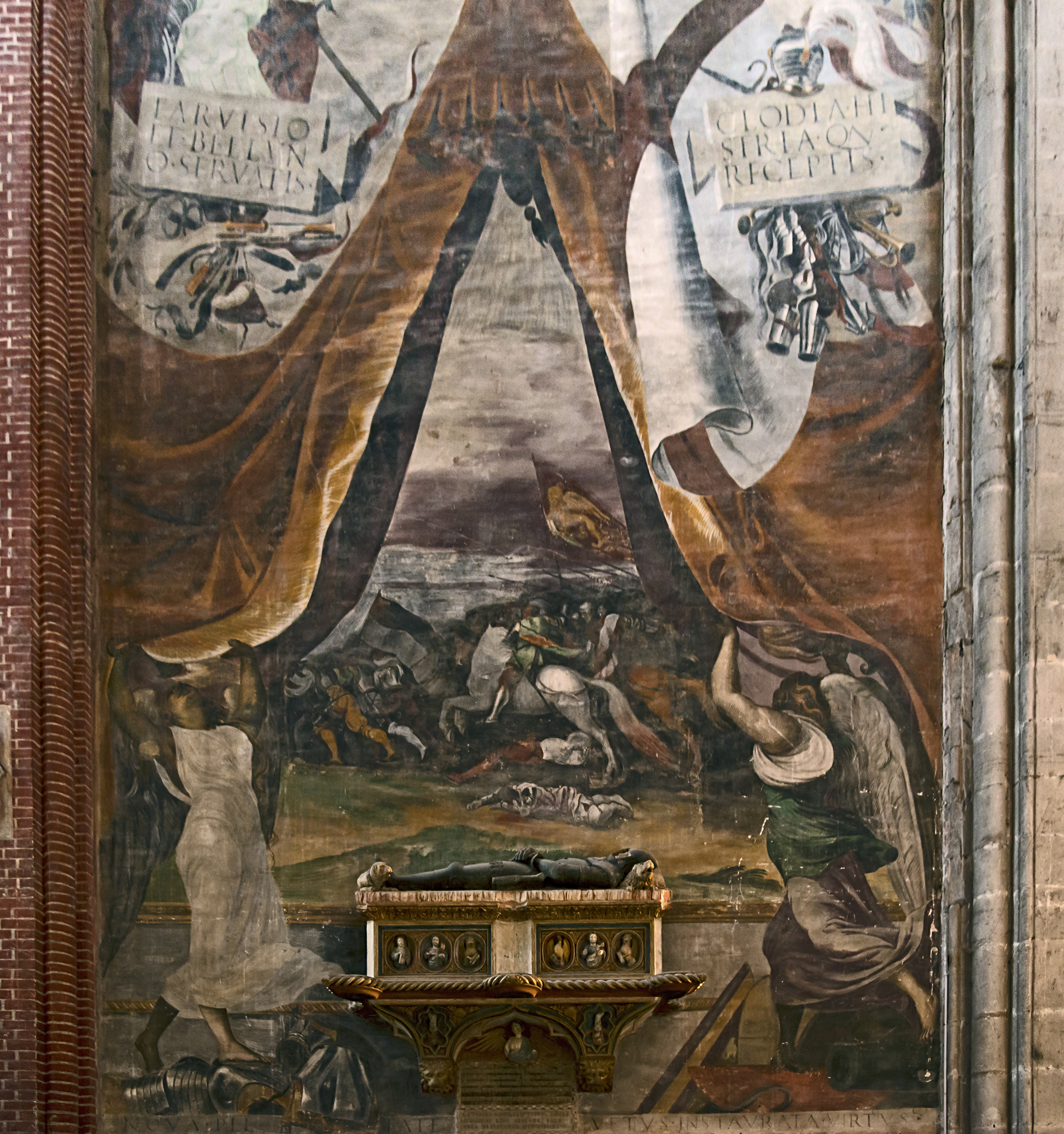
La batalla de Chioggia - Lorenzino di Tiziano

Aquesta confrontació pren el seu nom del port pesquer de Chioggia, que posseïa una guarnició veneciana de 3.000 homes. Els genovesos havien estat reforçats pels hongaresos i els patavins, i, inesperadament i sobtada, van atacar el sud de la llacuna veneciana. Es van internar amb la seva flota als canals de l'estuari i van pressionar i, finalment, van prendre Chioggia el 16 d'agost de 1379. A mitjan aquell mes, els aliats tenien envoltada la ciutat de Venècia.
El senat venecià va intentar buscar la firma d'una pau que posés fi al conflicte, però quan els genovesos van respondre que ells estaven disposats a "posar la bocada i les brides als cavalls de la Catedral de San Marc", els venecians es van decidir a lluitar fins al final. Tots els efectius a la reserva van ser mobilitzats i Vettor Pisani, que havia estat fet presoner després de la batalla de Pola, va ser alliberat per aclamació popular.
Durant la nit del 22 de desembre de 1379, protegits per la foscor, el dux de Venècia Andrea Contarini i Pisani van assetjar Chioggia. Per això, van tallar les línies enemigues que ocupaven la zona, tant de Pàdua com de la flota genovesa, i després de llançar un atac per diversos fronts sobre Chioggia, els venecians van intentar obstaculitzar qualsevol canal pel qual la flota genovesa pogués escapar del cul-de-sac de Chioggia.
La flota veneciana, que havia estat d'expedició pel Mediterrani va arribar al port de Brondolo l'1 de gener de 1380. Aquesta flota estava sota el comandament de Carlo Zeno, que havia marxat en una expedició de saqueig abans de la batalla de Pola i havia estat infligint dany al comerç genovès al Mar Tirrè i al mar Egeu, en llocs tan allunyats com Beirut i Rodes. Zeno va tornar a casa a temps per unir-se al setge de Chioggia. En aquest moment eren els genovesos els que estaven envoltats.
L'atac sobre la part genovesa a Chioggia va revifar. Els genovesos van resistir amb resolució davant de l'esperança que arribessin reforços des de casa. Els següents mesos van estar marcats per les escaramusses. Els genovesos van intentar eliminar les barricades als canals i els venecians defensar-les. Gènova també va fallar en l'intent de seduir els mercenaris ocupats pels venecians per assetjar Chioggia.
Els navilis pesats genovesos van ser molt perjudicats per les aigües de baixa profunditat i intricats canals de la llacuna. Aprofitant la seva destresa i el seu coneixement de la zona, Pisani va realitzar una sèrie de moviments que van fer canviar completament els vents sobre els invasors.
Pisani va dur a terme una successió d'atacs nocturns, durant els quals va enfonsar navilis carregats de subministraments no sols als canals que conduïen a través de la llacuna a Venècia, sinó també a les aigües que envoltaven l'illa de Brondolo, que unia Chioggia i el mar obert.
D'aquesta manera, els genovesos van ser acorralats en el mateix moment en el qual estaven a punt d'assetjar Venècia. Pisani va prendre el comandament de les galeres que es trobaven a mar obert, fora de Bondolo, i durant la resta de l'any, va aixecar un estret bloqueig sobre l'enemic. Malgrat tot, l'angoixa dels venecians era gran. Davant d'aquesta situació, el Dux i la noblesa van intentar donar un exemple de compromís al poble prenent el jurament de no tornar a Venècia abans Chioggia no hagués estat presa.
Els recursos de Gènova estaven molt minvats, ja que el cost d'equipament de la flota que havia enviat a la presa de Chioggia havia estat alt. Els reforços patirien així un retard que seria determinant. Fins al 12 de maig de 1380, els genovesos no van poder enviar tropes de refresc per alleujar el setge de Chioggia. Aquesta missió va ser encarregada a l'almirall Matteo Maruffo, que va fer la seva aparició a Brondolo quan aquesta ja havia estat ocupada. La seva flota, que arribava victoriosa però minvada per les escaramusses del trajecte, va ser incapaç de prendre el port en el qual els venecians s'havien fet forts. Després de més d'un mes d'infructuosa lluita entre la flota comandada per Maruffo i els venecians de Brondolo, la resistència dels genovesos ocupants de Chioggia va arribar a la seva fi, el 24 de juny de 1380. Amb aquesta derrota, els genovesos deixaven a Venècia el camí lliure per aconseguir el control del mar Adriàtic.

## Pau de Torí
El 1381, amb la mediació d'Amadeu VI de Savoia, les dues parts van firmar la Pau de Torí. Aquest acord no donava avantatge formal ni a la República de Gènova ni a la República de Venècia, però va suposar el final de la seva llarga disputa i els vaixells genovesos no tornarien a navegar a l'Adriàtic després de la guerra.
La pau de Torí constava de quatre tractats separats amb els diferents oponents de Venècia. En virtut del tractat entre Venècia i Gènova, els venecians es van veure obligats a lliurar l'illa de Tenedos a Amadeu VI de Savoia que destruiria les fortificacions de l'illa i evacuaria la seva població, impedint-ne l'ús en el futur com a base naval que amenaçava l'accés dels genovesos al mar Negre amb la seva estratègica situació prop dels Dardanels. Venècia també va acceptar abandonar Pere II de Xipre i l'emperador romà d'Orient Joan V Paleòleg, tots dos encara enfrontats amb Gènova, i va establir un embargament a Joan fins que aquest acordés un acord estipulat amb el seu fill Andrònic IV Paleòleg, aliat de Gènova. Als comerciants venecians se'ls va prohibir durant dos anys d'utilitzar el port de Tana, el seu lloc comercial habitual al mar Negre, havent d'emprar els ports genovesos de Crimea, en benefici dels genovesos. Pel tractat entre Venècia i Hongria es va acordar que Venècia pagués un tribut anual de 7.000 ducats a la corona d'Hongria, que els hongaresos del seu costat no navegarien per cap riu que desemboqués a l'Adriàtic entre el cap Palmentaria i Rimini, i que els comerciants dàlmates no haurien de comprar mercaderies a Venècia amb un valor superior a 35.000 ducats. Venècia també va reiterar el seu reconeixement de la possessió hongaresa de Dalmàcia. Venècia va perdre gairebé tot el seu territori al continent italià, lliurant Conegliano i Treviso al ducat d'Àustria. Trieste havia de ser lliure, però hauria de rendir un homenatge anual al dux, i va acabar en mans austríaques en 1382. Amb Pàdua, Venècia va acordar una restitució mútua de les conquestes. El Senyoriu de Milà no va ser inclòs a la pau.

## Conseqüències
La guerra va deixar la República de Gènova i la República de Venècia molt debilitades però Venècia poder refer-se i consolidar el seu poder a la Mediterrània oriental començant la seva expansió per terra ferma, mentre Gènova després de la batalla de la Foç Pisana de 1421 va acabar tutelada pel ducat de Milà.